# Hatoma
Hatoma (japanisch 鳩間島 Hatomajima) ist eine japanische Insel. Sie ist die kleinste der Yaeyama-Inselgruppe und misst kaum einen Kilometer im Durchmesser. Administrativ gehört sie zur Gemeinde Taketomi in der Präfektur Okinawa. Im lokalen Dialekt wird der Inselname Patuma ausgesprochen.

## Geographie
Hatoma liegt etwa vier Kilometer nördlich der Insel Iriomote. Die kleine Insel hat eine Fläche von 0,96 km² und einen Umfang von 3,8 km. Zum 31. März 2011 lebten 41 Menschen in 30 Haushalten auf ihr. Die Insel liegt an einem Korallenriff.

## Geschichte
Hatoma ist bereits seit mehreren Jahrhunderten durchgehend besiedelt. Grabungen auf der Insel haben gezeigt, dass sich die Einwohner früher hauptsächlich von Krebsen, welche in den Küstengewässern gesammelt wurden, und Gemüse ernährt haben.
Im frühen 19. Jahrhundert gab es eine Blütezeit als Fischereihafen und Verarbeitungsstätte für den Thunfischfang. Damals gab es eine Bevölkerung von mehreren Hundert Menschen.
1968 wurden wegen des abnehmenden Fischfangs die Anlagen zum Verarbeiten des Thunfisches geschlossen. Eine Abnahme der Bevölkerung setzte allerdings schon davor ein. Durch den Niedergang der einzigen Industrie auf der Insel setzte ein rapider Bevölkerungsschwund ein. Durch seine abgeschiedene Lage kam erst spät eine moderne Infrastruktur nach Hatoma. So gab es erst ab den 1960er Jahren Elektrizität.
Auf der Insel gibt es einen Leuchtturm sowie einen Hafen mit Fährverbindung.

## Rezeption
- Die Insel war Drehort für das japanische Fernsehdrama Ruri no shima aus dem Jahr 2005.[3]

## Galerie

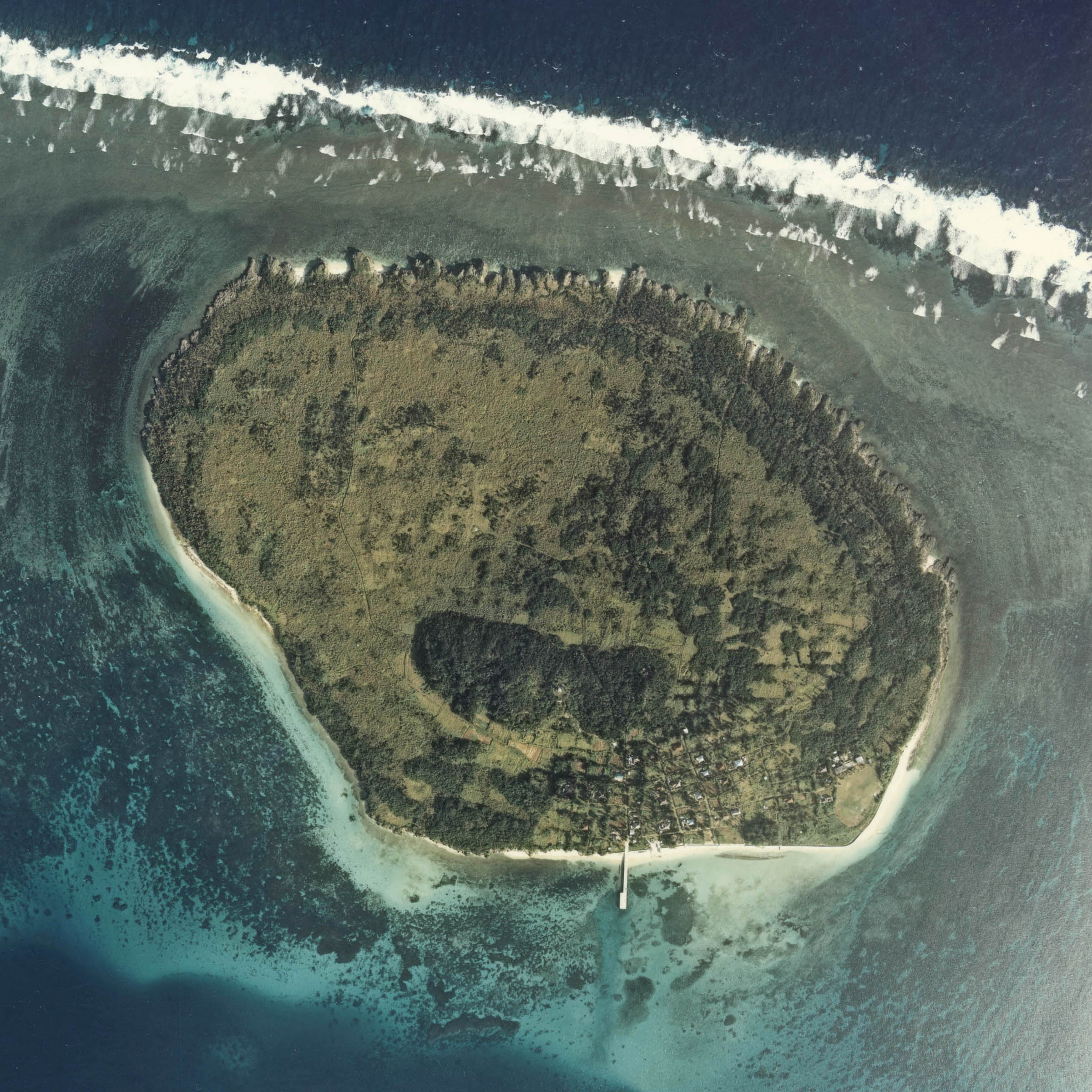
Luftbild aus dem Jahr 1977 zum Vergleich
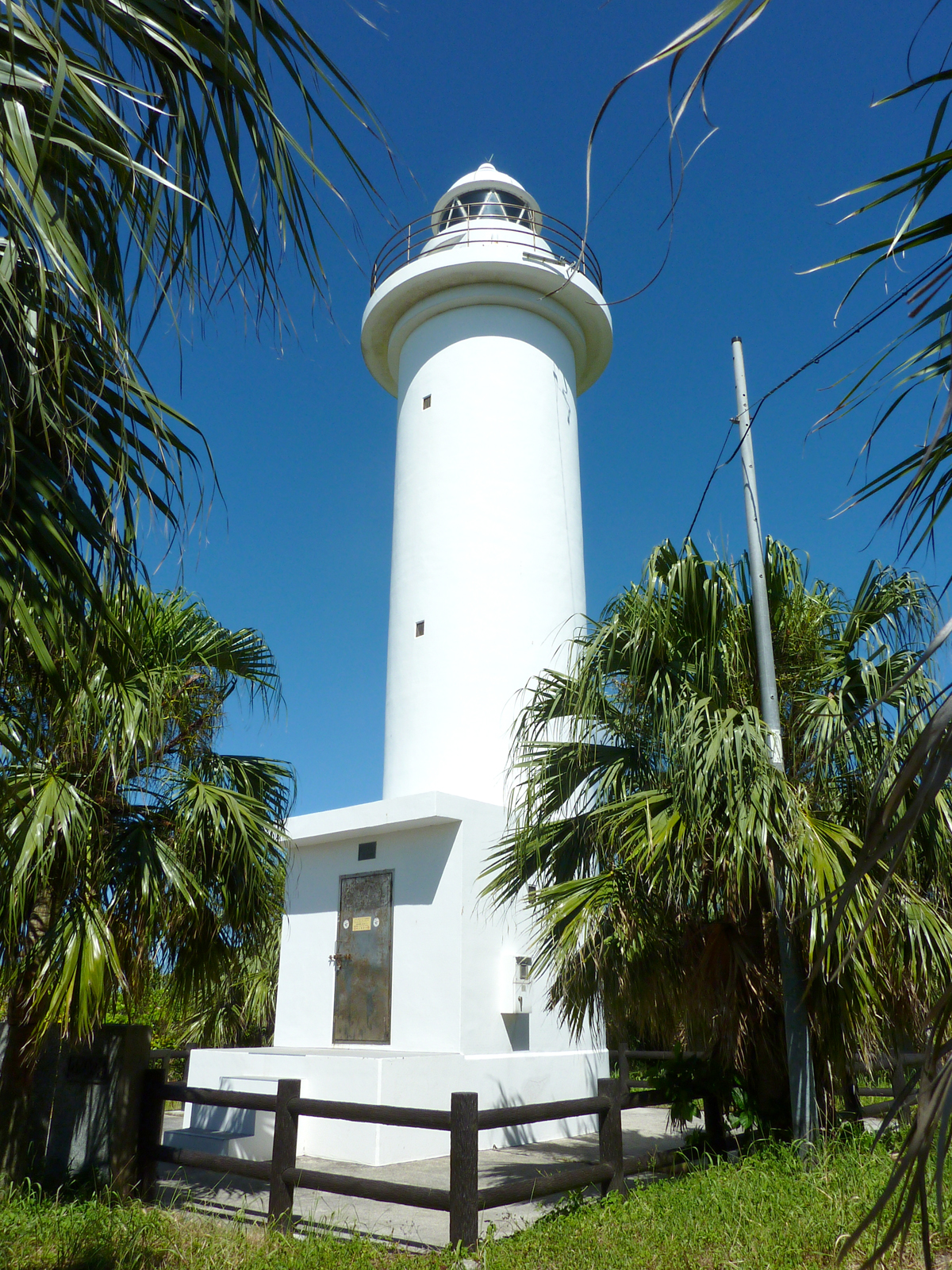
Leuchtturm
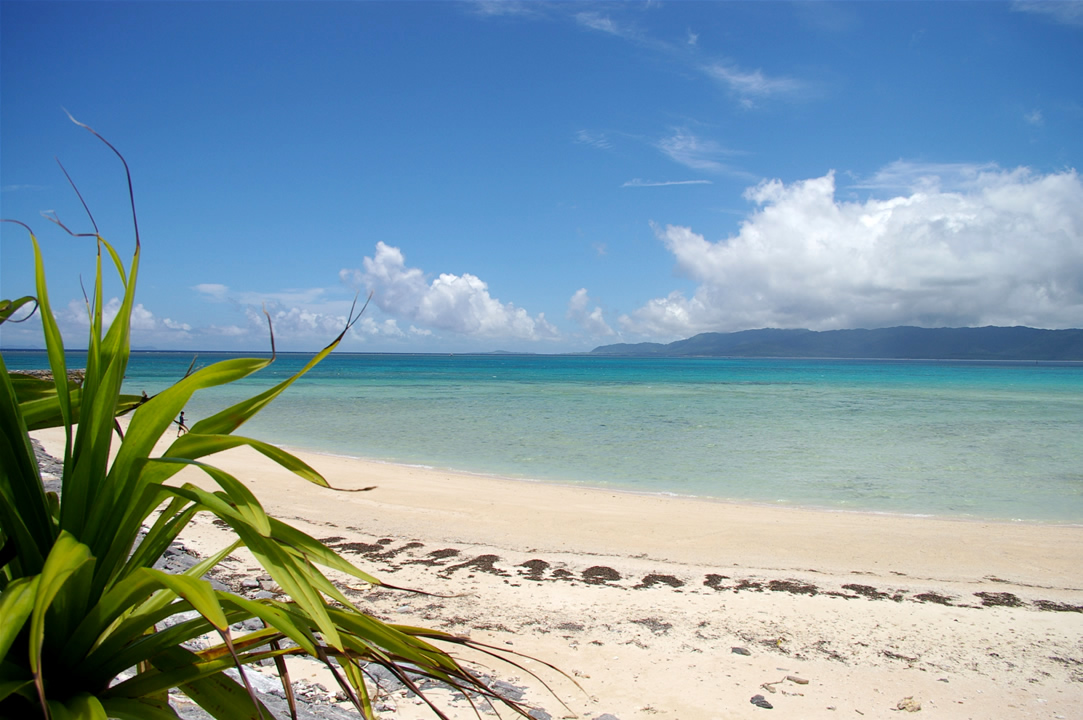
Blick von Hatoma auf Iriomote